# Company (пісня Джастіна Бібера)
«Company» (укр. Компанія) — пісня канадського співака Джастіна Бібера з його четвертого студійного альбому Purpose (2015). Написана Бібером, Poo Bear, Джеймсом Абрахартом, Андреасом Шуллером, Томасом Трелсеном, Джеймсом Вонгом і Лероєм Клемпіттом. Спродюсована пісня Axident, Gladius, Big Taste і співпродюсером виступив Бойд. 8 березня 2016 року пісня була випущена на американських радіостанціях форматів rhythmic contemporary та contemporary hit radio як четвертий і останній сингл альбому. Це пісня в жанрі електропоп та R&B зі інструментальним звучанням бас-гітари, гітари та перкусії. Змістовно, «Company» розповідає про очікуванням з нетерпінням зустрічі з кимось привабливого, при цьому також встановлюючи деякі добродушні межі для цього.
Як трек альбом, він увійшов до топ-40 чартів у більшості країн, де потрапив у хіт-паради. Коли пісня була випущена як сингл, їй вдалося увійти до топ-40 в чарті Австралії і сягнути 53 сходинки у чарті США. Бібер виконував трек на iHeartRadio Music Awards 2016 і Billboard Music Awards 2016, а також під час свого світового концертного туру Purpose World Tour. На пісню було знято два музичних відео: відео, перше є частиною наративу «Purpose: The Movement», випущене 14 листопада 2015 року, а офіційне музичне відео вийшло 8 червня 2016 року.

## Створення та випуск

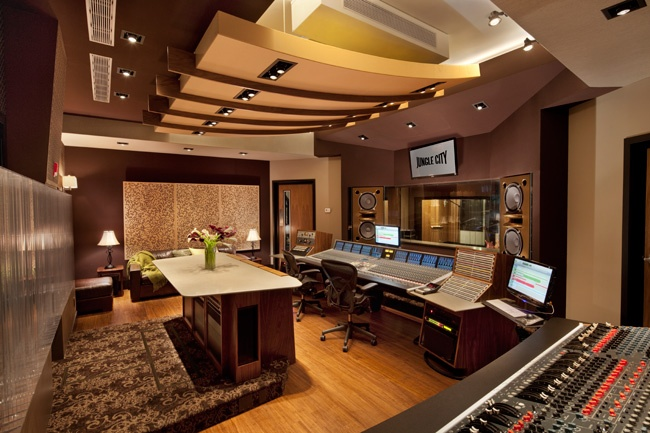
Пісню було записана в студії (на фото)

Під час роботи над альбомом Бібер запросив свого особистого друга, американського автора пісень і продюсера Poo Bear, для співпраці у записі — обидва раніше працювали над другим студійним альбомом Бібера Journals у 2013 році. Вони працювали над записом, писали багато пісень, поки лейбл не спробував створити авторські команди для Бібера, але він відмовився від їхніх послуг і продовжив працювати з Бойдом. Як заявив Бойд в інтерв'ю для The Fader, «Ми просто думали про те, щоб [музика] не була негативною, а була піднесеною. Навіть музика, яка розповідає про його стосунки, вона викликає відчуття хорошої музики. Немає нічого, що змусить вас бути пригніченим. […] Ми увійшли в таку гармонію з ним, що легко розуміли, що нам обом подобається, що йому б подобалось співати. Ми дуже важко працювали над цим проектом. Ми дійсно чесні самі із собою.» На питання, чи є якісь пісні, які його особливо схвилювали, Бойд сказав, що однією з них була «Company».
На початку лютого 2016, було повідомлено, що Def Jam Recordings, лейбл з яким працює Бібер, готується до випуску «Company», після випуску попереднього успішного синглу "Love Yourself". За повідомленнями Headline Planet, маркетинговий підрозділ лейбла неофіційно поіфнормував радійників про реліз 16 лютого 2016 року. За тиждень Billboard підтвердив, що «Company» стане четвертим синглом альбому, і що 8 березня 2016 року буде презентований в ефірі радіостанцій форматів rhythmic contemporary та contemporary hit radio. 7 квітня 2016 ремікс The Knocks на пісню був опублікований у SoundCloud групи, де вони оголосили, що вони виступатимуть на розігріві окремих концертів світового концертного туру Бібера Purpose World Tour.

## Композиція та слова
«Company» була написана Джастіном Бібером, Poo Bear, Джеймсом Абрахартом, Андреасом Шуллером, Томасом Трелсеном, Джеймсом Вонгом та Лероєм Клемпіттом. Вона спродюсована Axident, Gladius і Big Taste, а також Бойд став співпродюсером. Відповідно до нотного запису, опублікованого на сайті Musicnotes.com компанії Alfred Publishing Company, пісня написана в тональності мі мінор, з помірним R&B-темпом у 95 ударів на хвилину. Вокал Бібера охоплює діапазон від D4 до B5. «Company» є піснею в жанрах електропоп та R&B з інструментальним звучанням бас-гітари, гітари та перкусії. Пісня має «м'який, спокійний, але блискучий настрій», який, як зазначалося, нагадує його попередній альбом Journals (2013). Лірично, «Company» розповідає про пошук не серйозних стосунків на танцмайданчику. Впродовж пісні головний герой з нетерпінням чекає знайомства з кимось привабливим, але також встановлює рамки для цього, що можна побачити в текстах: «Тобі не треба бути моєю дівчиною, щоб називати мене малюком/ … Просто хочу поговорити» (англ. You ain't gotta be my lover for you to call me baby/ … Just wanna have a conversation.)

## Реакції

### Критики
Патрік Райан з USA Today назвав пісню «пульсуючим приходом». Емі Девідсон з Digital Spy вважає «„Company“ по суті тим, що трапляється, коли Джастін Бібер відчуває брак спілкування під час зупинки у його виснажливому турне і пише прохолодну R&B-серенаду, щоб переконати вас, що це гарна ідея.» Шелдон Пірс із Complex називає пісню «пихатою електропоп-мелодією, [яка] демонструє емоційну доступність». Бреннан Карлі із Spin назвав сингл «тріумфальним грецьким сходом сонця, який є родзинкою в середині альбому». Аль Горнер в статті для NME, «фанково-затягнутий „Company“ хіт в очікуванні», в той час як Меган Даунінг з MTV UK назвала його «легко прослуховуваний трек, який проникає з прохолодою». Кейсі Льюїс з Teen Vogue вважає, що пісня «звучить як відбиток треку Ашера».

### Музична індустрія
Комерційно, «Company» увійшла до чартів в ряді країн після виходу Purpose. У США пісня дебютувала на 53 сходинці чарту Billboard Hot 100 поряд з іншими шістнадцятьма треками альбому. Після випуску пісні як сингл, «Company» знову потрапила до чарту, цього разу зайнявши 89 позицію, згодом піднявшись до 53 сходинки. Згодом сингл був сертифікований як золотий Американською асоціацією компаній звукозапису. У Новій Зеландії пісня дебютувала на 30 сходинці чарту після виходу альбому, піднявшись наступного тижня до 18 позиції. Після виходу синглу, пісня знову потрапила до чарту, посівши 36 сходинку, згодом піднявшись до 27 сходинки. В Австралії пісня дебютувала на 41 сходинці чарту 3 квітня 2016, піднявшись за два тижні до 34 позиції, ставши першим синглом Бібера, який не увійшов до першої двадцятки чарту після «Hold Tight» (2013).

## Музичне відео

### Purpose: The Movement
Два музичні відео були зняті на цю пісню. Перше було випущене разом з проектом «Purpose: The Movement» 14 листопада 2015 року. Як заявляє Клер Ландсбаум із Bustle сказав таке: «[воно] про компанію жінок, які зустрічають компанію хлопців в їдальні. Один чоловік і одна жінка разом покидають ресторан і починають сексуально танцювати перед вивіскою Hard Rock Café, але на 3:17 хвилині відео сцена з його головними героями змінюється сценою з багатьма жінками, що ховаються за таємничими дверима в готелі».

### Офіційне відео
16 травня 2016 року Бібер оголосив, що буде випущено ще одне музичне відео на цю пісню. Офіційне музичне відео було зрежисоване особистим оператором Бібера Рорі Крамером і випущене 8 червня 2016 року. Кліп складається з документальних нарізок відео із світового концертного туру співака. За словами Бібер, в заяві, «Особисто я люблю це відео, тому що це чесний погляд на мою подорож. Процес поєднання цього альбому і цього туру — в оточенні людей, з яких я люблю бути — був дійсно особливим. Я пишаюсь цим, це було дуже весело і було багато важкої роботи, і я думаю, що це дійсно видно у відео. Я сподіваюсь, що моїм фанатам подобається це так само, як і мені, тому що це дійсно для вас».
Відео починається з кадрів, де Бібер задумливо, без верхнього одягу і з приспущеними штанами дивиться на спокійні води в басейні Санторині і сидить один в темряві на дитячій гойдалці. Згодом, у відео також з'являються фрагменти з Purpose World Tour, а також кадри на яких Бібер в студії записує альбом, і з його фотосесії для Calvin Klein. Поміж тим з'являються кадри з Бібером, де він дивляться на природні пейзажі, що нагадує відео на пісню «I'll Show You».

## Виступи наживо
«Company» вперше була виконана 3 квітня 2016 року, на третій церемонії нагородження iHeartRadio Music Awards після акустичного виконання «Love Yourself». Під час виступу Бібер із спортивними блондинистими дредами, золотим ланцюгом та у просторій червоній куртці пішов у натовп, де станцював із шанувальницею. Пісня була також виконана на Billboard Music Awards 2016, перед тим як Бібер виконав «Sorry». Під час виступу його оточували світлові імітації струмені вогню та потоків води. Пісня також увійшла до сет-листу Purpose World Tour. Під час виступу «прихована під стелею платформа починала знижуватися, і виявлялася гігантським підвішеним батутом, на якому співак завершував виступ низкою сальто».

## Автори і команда
Запис
- Записано на студії Jungle City Studios, Нью-Йорк, США.
- Зведено на студії Record Plant Studios, Каліфорнія, США.

Автори
| - Джастін Бібер — автор пісні, вокал. - Джейсон «Poo Bear» Бойд — автор пісні, співпродюсер. - Джеймс Абрахарт — автор пісні, продюсер. - Андреас Шуллер — автор пісні, перкусія. - Томас Трелсен — автор пісні - Джеймс Вонг — автор пісні, продюсер, гітара. | - Лерой Клемпітт — автор пісні, продюсер, бас-гітара. - Ендрю Веппер — зведення - Джош Гудвін — зведення, запис. - Брендон Гардінг — асистент зведення. - Енріке Андраде — асистент зведення. - Зік Мішанек — асистент запису. |

Інформацію про авторів зазначено у нотних аркушах альбому Purpose, Def Jam Recordings.

## Чарти
| Чарт (2015–16)                       | Найвища позиція |
| ------------------------------------ | --------------- |
| Австралія (ARIA)                     | 34              |
| Бельгія (Ultratip Flanders)          | 3               |
| Бельгія (Ultratip Wallonia)          | 7               |
| Канада (Canadian Hot 100)            | 38              |
| Чехія (Singles Digitál Top 100)      | 48              |
| Данія (Tracklisten)                  | 25              |
| Франція (SNEP)                       | 181             |
| Ірландія (IRMA)                      | 30              |
| Ліван (Lebanese Top 20)              | 13              |
| Нідерланди (Mega Single Top 100)     | 14              |
| Нова Зеландія (RIANZ)                | 18              |
| Норвегія (VG-lista)                  | 31              |
| Португалія (AFP)                     | 66              |
| Словаччина (Singles Digitál Top 100) | 45              |
| Південна Африка (EMA)                | 1               |
| Швеція (Sverigetopplistan)           | 35              |
| Велика Британія (UK Singles Chart)   | 25              |
| США (Billboard Hot 100)              | 53              |
| США (Mainstream Top 40) (Billboard)  | 16              |
| США (Rhythmic) (Billboard)           | 12              |

## Сертифікації
| Регіон | Сертифікація | Продажі   |
| --- | ------------ | --------- |
| Австралія (ARIA) | Платиновий   | 70,000    |
| Данія (IFPI Denmark) | Золотий      | 45,000    |
| Італія (FIMI) | Золотий      | 25,000    |
| Мексика (AMPROFON) | Платиновий   | 60,000    |
| Нова Зеландія (RIANZ) | Платиновий   | 30,000*   |
| Швеція (IFPI Sweden) | Золотий      | 20,000    |
| Велика Британія (BPI) | Золотий      | 400 000   |
| США (RIAA) | Платиновий   | 1 000 000 |
| *продажі, що базуються лише на сертифікаціях · ^відвантаження, що базуються лише на сертифікаціях · продажі+прослуховування, що базуються лише на сертифікаціях |              |           |

## Історія випуску
| Країна | Дата           | Формат                 | Лейбл              | Прим.        |
| ------ | -------------- | ---------------------- | ------------------ | ------------ |
| США    | 8 березня 2016 | rhythmic contemporary  | Def Jam Recordings | [ 5 ] [ 55 ] |
| США    | 8 березня 2016 | contemporary hit radio | Def Jam Recordings | [ 5 ] [ 55 ] |
| Італія | 22 липня 2016  | Universal Music Group  | [ 56 ]             |              |